# 巧家県
巧家県（こうか-けん）は中華人民共和国雲南省昭通市に位置する県。

## 歴史
1913年に巧家県が設置される。
2021年現在、隣接する四川省寧南県の県境で、金沙江に大型ダムと白鶴灘水力発電所の建設が進められている。発電所には1基当たり100万kwという世界で単一設備容量が最大の水力タービン発電機が8基設置される予定。

## 行政区画
下部に2街道、11鎮、4郷を管轄する
- 街道
  - 白鶴灘街道、玉屏街道
- 鎮
  - 大寨鎮、小河鎮、薬山鎮、馬樹鎮、老店鎮、茂租鎮、東坪鎮、新店鎮、崇渓鎮、金塘鎮、蒙姑鎮
- 郷
  - 紅山郷、包谷堖郷、中寨郷、炉房郷